# Tennis ai Giochi della XXIX Olimpiade
Le partite di tennis dei Giochi della XXIX Olimpiade si sono svolte tra il 10 ed il 17 agosto 2008 all'Olympic Green Tennis Centre. Sono stati assegnati 4 set di medaglie nelle seguenti specialità:
- singolare maschile
- singolare femminile
- doppio maschile
- doppio femminile

## Formato della competizione
Il tabellone dei singoli è composto da 64 giocatori ed il tabellone dei doppi è composto da 32 coppie. Gli incontri si disputano al meglio dei tre set, eccetto che per le finali maschili (singolo e doppio) che si disputeranno al meglio dei cinque set. Tutte le gare sono ad eliminazione diretta. I due sconfitti delle semifinali disputeranno un incontro per l'assegnazione della medaglia di bronzo.

## Qualificazioni
Il principale criterio adottato per la qualificazione è stato il ranking ATP e WTA riferito al 9 giugno 2008. Ogni paese può utilizzare 6 atleti maschi e 6 atleti femmine, con un massimo di 4 per i singoli, e 2 per i doppi. Gli atleti possono competere comunque sia nel singolo che nel doppio.
Singoli:
- 56 giocatori si sono qualificati direttamente in base al ranking. I giocatori qualificati per i singoli sono automaticamente qualificati anche per giocare in doppio.
- 2 posti ad invito (uno per il singolo maschile ed uno per il femminile) vengono scelti dalla Tripartite Commission.
- 6 posti vengono scelti dalla ITF in base al ranking ed al paese di provenienza.

Doppi:
- 10 giocatori si sono qualificati direttamente in base al ranking.
- I rimanenti posti vengono scelti dalla ITF in base al ranking ed al paese di provenienza.

## Suddivisione giocatori per nazionalità
| Nazione          | Uomini  | Uomini | Donne   | Donne  | Totale |
| Nazione          | Singolo | Doppio | Singolo | Doppio | Totale |
| ---------------- | ------- | ------ | ------- | ------ | ------ |
| Argentina        | 4       | 4      | 1       |        | 5      |
| Australia        | 2       | 2      | 2       | 2(1)   | 5      |
| Austria          | 2       | 2(1)   | 2       | 2      | 5      |
| Bahamas          |         | 2(2)   |         |        | 2      |
| Bielorussia      |         |        | 2       | 2      | 2      |
| Belgio           | 2       | 2      |         |        | 2      |
| Brasile          | 2       | 2      |         |        | 2      |
| Bulgaria         |         |        | 1       |        | 1      |
| Canada           |         | 2(2)   |         |        | 2      |
| Cile             | 1       |        |         |        | 1      |
| Cina             | 1       | 2(1)   | 4       | 4      | 6      |
| Taipei cinese    | 1       |        |         | 2(2)   | 3      |
| Croazia          | 4       | 4      |         |        | 4      |
| Cipro            | 1       |        |         |        | 1      |
| Rep. Ceca        | 3       | 4(1)   | 4       | 4(1)   | 9      |
| Danimarca        |         |        | 1       |        | 1      |
| Ecuador          | 1       |        |         |        | 1      |
| El Salvador      | 1       |        |         |        | 1      |
| Estonia          |         |        | 1       |        | 1      |
| Finlandia        | 1       |        |         |        | 1      |
| Francia          | 4       | 4(2)   | 4       | 4(1)   | 11     |
| Germania         | 3       | 2      |         |        | 3      |
| Regno Unito      | 1       |        |         |        | 1      |
| Grecia           |         |        | 1       |        | 1      |
| Ungheria         |         |        | 1       |        | 1      |
| India            |         |        | 1       |        | 1      |
| Israele          |         | 2(2)   | 1       |        | 3      |
| Italia           | 3       | 2      | 4       | 4      | 7      |
| Giappone         |         |        | 1       | 2(1)   | 2      |
| Lettonia         | 1       |        |         |        | 1      |
| Liechtenstein    |         |        | 1       |        | 1      |
| Paesi Bassi      | 1       |        | 1       |        | 2      |
| Nuova Zelanda    |         |        | 1       |        | 1      |
| Polonia          |         |        | 2       | 2      | 2      |
| Romania          | 1       |        | 1       |        | 2      |
| Russia           | 4       | 4(1)   | 4       | 4(2)   | 11     |
| Serbia           | 2       | 2(1)   | 2       | 2      | 5      |
| Slovacchia       |         |        | 2       | 2      | 2      |
| Corea del Sud    | 1       |        |         |        | 1      |
| Spagna           | 4       | 4      | 2       | 2      | 6      |
| Svezia           | 2       | 2(1)   | 1       |        | 4      |
| Svizzera         | 2       | 2      | 2       | 2(1)   | 5      |
| Togo             | 1       |        |         |        | 1      |
| Ucraina          |         |        | 2       | 2      | 2      |
| Stati Uniti      | 3       | 4(2)   | 3       | 4(1)   | 9      |
| Uzbekistan       |         |        | 1       |        | 1      |
| Venezuela        |         |        | 1       |        | 1      |
| Zimbabwe         |         |        | 1       |        | 1      |
| Totale: 48 paesi | 59      | 54(16) | 58      | 46(10) | 143    |

- Numeri tra parentesi = giocatori che partecipano solo nel doppio

## Calendario
| Uomini |  |  |  |  |  |  | Doppio    | Singolare | 1 |
| Donne  |  |  |  |  |  |  | Singolare | Doppio    | 1 |
| Totale |  |  |  |  |  |  | 2         | 2         | 4 |

|  | Qualificazioni |  | FINALI |

## Podi

### Uomini
| Evento                        | Oro                                  | Argento                               | Bronzo                           |
| Singolare maschile (dettagli) | Rafael Nadal                         | Fernando González                     | Novak Đoković                    |
| Doppio maschile (dettagli)    | Svizzera Roger Federer Stan Wawrinka | Svezia Simon Aspelin Thomas Johansson | Stati Uniti Bob Bryan Mike Bryan |

### Donne
| Evento                         | Oro                                        | Argento                                               | Bronzo                |
| Singolare femminile (dettagli) | Elena Dement'eva                           | Dinara Safina                                         | Vera Zvonarëva        |
| Doppio femminile (dettagli)    | Stati Uniti Serena Williams Venus Williams | Spagna Anabel Medina Garrigues Virginia Ruano Pascual | Cina Yan Zi Jie Zheng |

## Medagliere
| Posizione | Paese       |   |   |   | Totale |
| --------- | ----------- | - | - | - | ------ |
| 1         | Russia      | 1 | 1 | 1 | 3      |
| 2         | Spagna      | 1 | 1 | 0 | 2      |
| 3         | Stati Uniti | 1 | 0 | 1 | 2      |
| 4         | Svizzera    | 1 | 0 | 0 | 1      |
| 5         | Cile        | 0 | 1 | 0 | 1      |
| 5         | Svezia      | 0 | 1 | 0 | 1      |
| 7         | Cina        | 0 | 0 | 1 | 1      |
| 7         | Serbia      | 0 | 0 | 1 | 1      |
| Totale    | Totale      | 4 | 4 | 4 | 12     |